# 太陽系外惑星の一覧

2023年までの各年に発見された太陽系外惑星の発見方法の内訳（2023年の総数は7月8日時点）
タイミング法（TTV法やパルサータイミング法など）
ドップラー分光法
トランジット法
重力マイクロレンズ法
直接撮像法

本項では太陽系外惑星の一覧について述べる。太陽系外惑星（英語: Extrasolar planet）または系外惑星（英語: Exoplanet）とは、太陽系の外にある恒星の周囲を公転している惑星である。NASA Exoplanet Archive の統計によると、2025年5月1日時点で確認されている太陽系外惑星の総数は5,885個であり、惑星を持つことが知られている恒星の総数は4,392個、そのうち986個は複数の惑星を持つことが知られている。

## 一覧
一覧は膨大な項目を含むため、発見された年やその他の特性ごとに分割されている。

### 発見年に基づいた一覧
| - 2000年以前に発見された太陽系外惑星の一覧 - 2000年に発見された太陽系外惑星の一覧 - 2001年に発見された太陽系外惑星の一覧 - 2002年に発見された太陽系外惑星の一覧 - 2003年に発見された太陽系外惑星の一覧 - 2004年に発見された太陽系外惑星の一覧 - 2005年に発見された太陽系外惑星の一覧 - 2006年に発見された太陽系外惑星の一覧 - 2007年に発見された太陽系外惑星の一覧 | - 2008年に発見された太陽系外惑星の一覧 - 2009年に発見された太陽系外惑星の一覧 - 2010年に発見された太陽系外惑星の一覧 - 2011年に発見された太陽系外惑星の一覧 - 2012年に発見された太陽系外惑星の一覧 - 2013年に発見された太陽系外惑星の一覧 - 2014年に発見された太陽系外惑星の一覧 - 2015年に発見された太陽系外惑星の一覧 - 2016年に発見された太陽系外惑星の一覧 | - 2017年に発見された太陽系外惑星の一覧 - 2018年に発見された太陽系外惑星の一覧 - 2019年に発見された太陽系外惑星の一覧 - 2020年に発見された太陽系外惑星の一覧 - 2021年に発見された太陽系外惑星の一覧 - 2022年に発見された太陽系外惑星の一覧 - 2023年に発見された太陽系外惑星の一覧 - 2024年に発見された太陽系外惑星の一覧 - 2025年に発見された太陽系外惑星の一覧 |  |

### その他の一覧

#### 惑星や惑星系の特性などによる一覧
- 国際天文学連合が固有名を定めた太陽系外惑星の一覧
- 極端な太陽系外惑星の一覧
- 複数惑星系の一覧
- 惑星数が多い惑星系の一覧
- 居住するのに適した太陽系外惑星の一覧
- 地球に近い太陽系外惑星の一覧
- 最寄りの地球型太陽系外惑星の一覧
- 半径の小さい太陽系外惑星の一覧
- 超短周期惑星の一覧

#### 観測ミッションによる一覧
- ケプラー宇宙望遠鏡が発見した惑星の一覧
- K2ミッションで発見された太陽系外惑星の一覧
- TESSが発見した惑星の一覧
- COROT#COROT が発見した系外惑星
- Kilodegree Extremely Little Telescope#KELT が発見した系外惑星
- HATネット#惑星の一覧
- 次世代トランジットサーベイ#発見した惑星
- Optical Gravitational Lensing Experiment#発見した惑星の一覧
- Sagittarius Window Eclipsing Extrasolar Planet Search#惑星
- スーパーWASP#スーパーWASPによって発見された惑星
- 大西洋両岸系外惑星サーベイ#概要
- XO望遠鏡#成果

#### 発見方法による一覧
- 直接観測法によって発見された太陽系外惑星の一覧
- パルサー・タイミング法によって発見された太陽系外惑星の一覧
- TTV法によって発見された太陽系外惑星の一覧
- 重力マイクロレンズ法によって発見された太陽系外惑星の一覧

## 最初の発見
| 事項                                                          | 惑星                                         | 主星                                | 年     | 備考 |
| ------------------------------------------------------------- | -------------------------------------------- | ----------------------------------- | ------ | --- |
| 最初に発見された太陽系外惑星                                  | PSR B1257+12 B PSR B1257+12 C                | PSR B1257+12                        | 1992年 | 最初のパルサーを回る惑星、最初のスーパーアース。 - ケフェウス座γ星の惑星は1988年に存在が推定されていたが、確証が得られたのは2002年である。 - HD 114762 bは1989年に発見されたが、確証が得られたのは1996年である。                                                           |
| 方法ごとの最初の発見                                          |                                              |                                     |        | |
| 最初にパルサータイミング法で発見された惑星                    | PSR B1257+12 B PSR B1257+12 C                | PSR B1257+12                        | 1992年 | 最初の系外惑星。 |
| 最初に視線速度法で発見された惑星                              | ペガスス座51番星b                            | ペガスス座51番星                    | 1995年 | 最初の主系列星の系外惑星。 |
| 最初にトランジット法で発見された惑星                          | OGLE-TR-56b                                  | OGLE-TR-56                          | 2002年 | 最初に恒星面通過が観測された惑星はオシリスだが、これは視線速度法によって発見さた惑星を改めてトランジット法で観測したもので、トランジット法による発見ではない。 |
| 最初に重力レンズ法で発見された惑星                            | OGLE-2003-BLG-235Lb                          | OGLE-2003-BLG-235L/MOA-2003-BLG-53L | 2004年 | |
| 最初に赤外線で直接撮影された惑星                              | 2M1207b                                      | 2M1207                              | 2004年 | この種の天体の分類体系について天文学者の間で合意は得られておらず、形成のメカニズムによっては惑星ではなく準褐色矮星に分類されるかもしれない。もし惑星なら、最初の褐色矮星を回る惑星である。                                                                                 |
| 最初に赤外線で直接撮影された“普通の”恒星を回る惑星            |                                              | 1RXS J160929.1-210524               | 2008年 | 最初のソーラーアナログを回る惑星。 |
| 最初に可視光で直接撮影された惑星                              | フォーマルハウトb                            | フォーマルハウト                    | 2008年 | 最初の太陽より高温の恒星(スペクトルがA・B・O)を回る惑星。1998年にはHR 8799の惑星がハッブル宇宙望遠鏡によって、2002年には同じ惑星がすばる望遠鏡によって直接撮影されていたが、これらの事実が発見されたのは2009年以降である。                                                 |
| 最初に位置天文学法で発見された惑星                            | VB 10b                                       | VB 10                               | 2009年 | 惑星質量天体ではあるが、惑星であるかは確定していない。 |
| 星系の種類ごとの最初の発見                                    |                                              |                                     |        | |
| 最初に発見された単独星を回る惑星                              | PSR B1257+12 B PSR B1257+12 C                | PSR B1257+12                        | 1992年 | 最初に発見された太陽系外惑星。パルサー惑星。 |
| 最初に発見された自由浮遊惑星                                  | S Ori J053810.1-023626 (S Ori 70)            | S Ori J053810.1-023626 (S Ori 70)   | 2004年 | 自由浮遊惑星を通常の系外惑星に含めるかは議論がある。 |
| 最初に発見された連星系の中の星を回る惑星                      | かに座55番星b                                | かに座55番星                        | 1996年 | かに座55番星は遠く離れた赤色矮星の伴星を持つ。ケフェウス座γ星の惑星（ケフェウス座γ星b）は1988年に存在が推定されていたが、確証が得られたのは2002年である。 |
| 最初に発見された周連星惑星                                    | PSR B1620-26 b                               | PSR B1620-26                        | 1993年 | パルサーと白色矮星の連星を回っている。最初に発見された白色矮星を回る惑星でもある。 |
| 最初に発見された複数の太陽系外惑星を持つ星系                  | PSR B1257+12 A PSR B1257+12 B PSR B1257+12 C | PSR B1257+12                        | 1992年 | パルサー惑星系。最初に発見された惑星系。 |
| 最初に発見された球状星団の中の惑星                            | PSR B1620-26 b                               | PSR B1620-26                        | 1993年 | M4にある。 |
| 最初に発見された銀河系の外の惑星                              | HIP 13044b                                   | HIP 13044                           | 2010年 | 銀河系の周囲をとりまく恒星のストリームの中にある。 |
| 主星の種類ごとの最初の発見                                    |                                              |                                     |        | |
| 最初に発見されたパルサーを回る惑星                            | PSR B1257+12 B PSR B1257+12 C                | PSR B1257+12                        | 1992年 | 最初の系外惑星。 |
| 最初に発見された主系列星を回る太陽系外惑星                    | ペガスス座51番星b                            | ペガスス座51番星                    | 1995年 | 最初のホット・ジュピター。 |
| 最初に発見された青白色の恒星（スペクトルがA・B・O）を回る惑星 | フォーマルハウトb                            | フォーマルハウト                    | 2008年 | 最初に可視光画像によって発見された惑星。 |
| 最初に発見された赤色矮星を回る惑星                            | グリーゼ876b                                 | グリーゼ876                         | 1998年 | |
| 最初に発見された巨星を回る惑星                                | りゅう座ι星b                                 | りゅう座ι星                         | 2002年 | アルデバランbが1997年に報告されたが、まだ確証は得られていない。 |
| 最初に発見された白色矮星を回る惑星                            | PSR B1620-26 b                               | PSR B1620-26                        | 1993年 | パルサーと白色矮星の連星系を回っている。最初の周連星惑星でもある。単独の白色矮星を回る惑星としてはGD 66 b が2007年に報告されたが、まだ確証は得られていない。 |
| 最初に発見された褐色矮星を回る惑星                            | 2M1207b                                      | 2M1207                              | 2004年 | 最初に直接撮影された太陽系外惑星。形成のメカニズムによっては、惑星ではなく準褐色矮星ということになるかもしれない。 |
| 最初に発見された自由浮遊惑星                                  | S Ori J053810.1-023626 (S Ori 70)            | S Ori J053810.1-023626 (S Ori 70)   | 2004   | 自由浮遊惑星を通常の系外惑星に含めるかは議論がある。 |
| 惑星の種類ごとの最初の発見                                    |                                              |                                     |        | |
| 最初のホット・ジュピター                                      | ペガスス座51番星b                            | ペガスス座51番星                    | 1995年 | 最初に発見された主系列星を回る太陽系外惑星。 |
| 最初の主系列星を回る太陽系外地球型惑星                        | さいだん座μ星c                               | さいだん座μ星                       | 2004年 | 最小質量からの推定に基づいて地球型惑星と推定されているが、半径が測定されていないために密度がわからず、地球型惑星だという確証は得られていない。最小質量は太陽系の非地球型惑星である天王星に近い。最初に岩石惑星なみの密度を持つことが知られた太陽系外惑星はCoRoT-7bである。 |
| 最初の主系列星を回るスーパーアース                            | グリーゼ876d                                 | グリーゼ876                         | 2005年 | 赤色矮星を回る惑星。 |
| 最初の主系列星を回る太陽系外氷惑星                            | OGLE-2005-BLG-390Lb                          | OGLE-2005-BLG-390L                  | 2006年 | 赤色矮星を回る惑星。質量と主星からの距離に基づいて氷惑星と推定されているが、半径が測定されていないために密度がわからず、氷惑星だという確証は得られていない。最初に氷惑星なみの密度を持つことが知られた太陽系外惑星はGJ 1214 bだが、構造は異なる可能性もある。              |
| 最初の海洋惑星候補かつ最初のゴルディロックス惑星              | グリーゼ581d                                 | グリーゼ581                         | 2007年 | 赤色矮星を回る惑星。軌道は主星からやや遠いが、温室効果によって居住条件を満たしている可能性がある。他の海洋惑星候補にGJ 1214 bがある。トランジット法によって発見され、密度が計算されて海洋惑星に当てはまることがわかっている。                                              |
| その他の最初                                                  |                                              |                                     |        | |
| 最初に太陽系外で恒星面通過が観測された惑星                    | オシリス                                     | ペガスス座V376星                    | 1999年 | 視線速度法で発見された惑星の恒星面通過（トランジット）を観測したもの。最初にトランジット法によって発見された惑星は2002年の OGLE-TR-56b である。 |
| 最初に大気が発見された惑星                                    | オシリス                                     | ペガスス座V376星                    | 2007年 | |
| 最初に大気が観察されたスーパーアース                          | GJ 1214 b                                    | GJ 1214                             | 2010年 | |
| 最初に地図が作成された惑星                                    | HD 189733 b                                  | HD 189733                           | 2007年 | 温度分布の地図 |
| 最初に直接撮影された複数の太陽系外惑星を持つ星系              | HR 8799 b HR 8799 c HR 8799 d                | HR 8799                             | 2008年 | 1998年にハッブル宇宙望遠鏡によって、2002年にすばる望遠鏡によって直接撮影されていたが、これらの事実が判明したのは2009年以降である。 |
| 最初に発見された逆行軌道を持つ惑星                            | WASP-17b                                     | WASP-17                             | 2009年 | HAT-P-7b は WASP-17b より前に発見されたが、逆行していることが報告されたのは WASP-17b より後である。 |
| 生命が存在しうる条件を備えた最初の太陽系外惑星                | グリーゼ581g                                 | グリーゼ581                         | 2010年 | おそらく潮汐力によって常に特定の面を主星に向けているが、その明暗境界線付近には居住可能地帯があると考えられている。 |